# 이소 미츠오

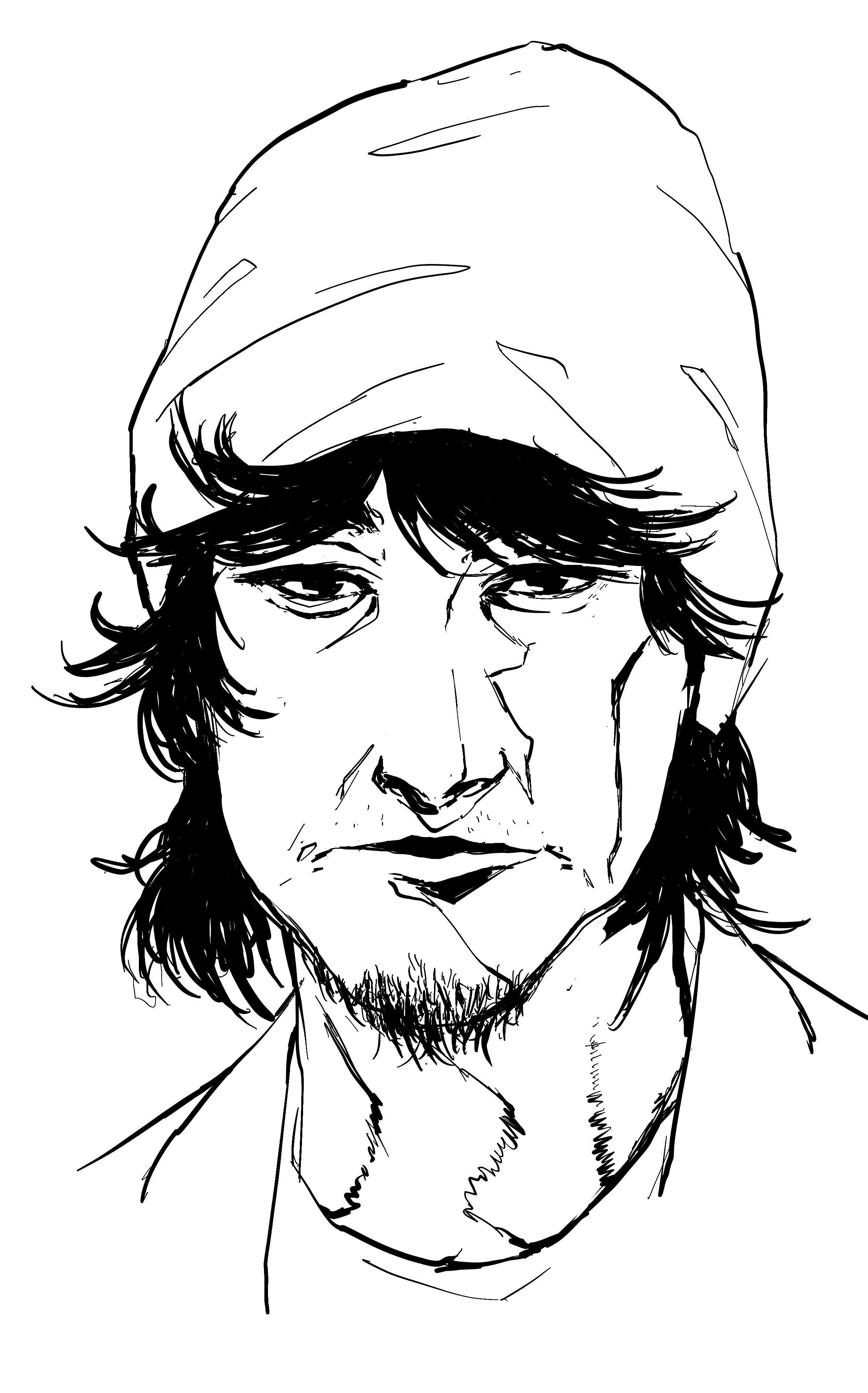

이소 미츠오(일본어: 磯 光雄: 1966년 - )는 일본의 애니메이션 감독, 애니메이터, 각본가, 연출가다. 아이치현 출신.
1980년대 중반부터 활동을 시작해, 네오미디어, 스튜디오 자엔도, 스튜디오 지브리 등을 거쳐 프리랜서가 되었다. 애니메이터로서 《기동전사 건담 역습의 샤아》, 《기동전사 건담 0080 주머니 속의 전쟁》, 《추억은 방울방울》, 《신세기 에반게리온》, 《공각기동대 극장판》 등 많은 작품에 참여했다. 철저하게 공들인 작화 스타일로 팬과 업계 양측의 높은 지지를 받는다. 애니메이션 속에서 세계를 구축할 수 있는 크리에이터로 칭해진다.
1990년대 일본 애니메이션계가 “리얼” 지향 작화로 이행하고 그 표현이 성숙한 시기에 변혁의 핵심에 서 있었던 인물로, 메카닉의 중량과 질감의 표현, 폭발이나 연염 등 이펙트, 무게있는 움직임이 느껴지는 인물묘사 등 “리얼”이라고 평가받는 작화를 만들어냈다. 첨예하고 독창적인 표현과 수준높은 작화기술로 1990년대 이후의 애니메이션 씬에 다대한 영향을 미쳤다. “만화계가 오토모 카츠히로 이전과 이후로 나뉘듯이, 일본 애니메이션은 이소 미츠오 이전과 이후로 나뉜다”고 평가받기도 한다.
2007년 직접 원작・각본・감독을 도맡은 《전뇌코일》을 발표해 2007년도 문화청 미디어예술제 애니메이션 부문 우수상, 제7회 도쿄 아니메어워드 TVA 부문 우수상, 제39회 성운상 미디어부문, 제29회 일본SF 대상, 제13회 애니메이션 고베 개인상 등을 수상했다.